# 寡毛亚纲 (纤毛虫)
寡毛亚纲（學名：Oligotrichia）是纤毛虫內大核亞門寡毛纲之下的一個亞綱，其物種棲息於海洋或淡水水體中。

## 分類
本亞綱物種可分入下列三個目之中：
- 环毛目 Choreotrichida
- 寡毛目 Oligotrichida
- Strombidiida

## 外部連結
- 維基物種上的相關：寡毛亚纲